# BD Весов
BD Весов (лат. BD Librae) — одиночная переменная звезда в созвездии Весов на расстоянии (вычисленном из значения параллакса) приблизительно 21978 световых лет (около 6739 парсеков) от Солнца. Видимая звёздная величина звезды — от +15,8m до +14,2m.

## Характеристики
BD Весов — пульсирующая переменная звезда типа RR Лиры (RRAB).